# إس فيو
إس فيو (بالإنجليزية: sView) هو مشغل وسائط ثُلاثيَّة الأبعاد، حرٌّ ومفتوح المصدر، متعدد المنصات، مُوجَّه للاستخدام العام ويركز على دعم شاشات العرض ثُلاثيَّة الأبعاد.

## التاريخ
|  |  |

بدأ تطوير البرنامج لأوَّل مرَّةٍ في عام 2007 بواسطة كيريل جافريلوف.

## وصلات خارجيَّة
- الموقع الرسمي
- "sView, install this stereoscopic image and video viewer on Ubuntu". Ubunlog. مؤرشف من الأصل في 2023-07-04. اطلع عليه بتاريخ 2023-07-14.